# Gloria Coates

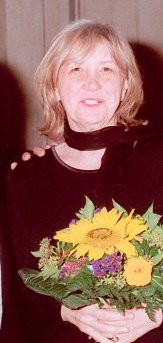
Gloria Coates

Gloria Coates (* 10. Oktober 1933 (nach anderen Angaben: 1938) in Wausau, Wisconsin; † 19. August 2023 in München) war eine US-amerikanische Komponistin, die in München lebte.

## Leben
Gloria Coates wurde nach den meisten Angaben am 10. Oktober 1933 geboren. Nach anderen Angaben ist ihr Geburtsjahr 1938. Coates begann früh zu komponieren und gewann bereits mit vierzehn Jahren in einem nationalen Kompositionswettbewerb. Nach Abschluss ihres Kompositionsstudiums bildete sie sich weiter an der Louisiana State University und der Columbia University in New York bei Otto Luening, am Mozarteum in Salzburg sowie bei Alexander Tscherepnin.
1969 zog sie nach München. Ihre Music on Open Strings (Symphonie Nr. 1), 1973 entstanden, war 1978 beim Warschauer Herbst das meistdiskutierte Werk; es wurde 1986 als Finalist beim Koussevitzky-Preis ausgezeichnet und im Rahmen der Musica Viva-Konzerte des Bayerischen Rundfunks 1980 als erste Orchesterkomposition einer Komponistin in den 35 Jahren des Bestehens der Serie aufgeführt. Ihre Werke wurden unter anderem auch bei den Dresdner Musikfestspielen, bei New Music America sowie 1972 bei den Darmstädter Ferienkursen für Neue Musik aufgeführt.
Aus ihrem Werk ragt besonders die hohe Anzahl von 16 Symphonien heraus, die häufig von namhaften Orchestern aufgeführt werden. Daneben komponierte sie Streichquartette, kammermusikalische und Vokalkompositionen, Werke für Soloinstrumente, elektronische Musik und Werke für die Bühne, wie Everyman. Morality Play (Bühnenmusik zu Jedermann) 1962.
Zwischen 1971 und 1984 organisierte sie Konzertreihen mit deutsch-amerikanischer Musik in Deutschland.
Gloria Coates starb im August 2023.

## Werke (Auswahl)

### Instrumentalmusik

#### Orchesterwerke
- Symphonie Nr. 1 „Music on Open Strings“ (1972)
- Symphonie Nr. 2 „Music on Abstract Lines/Illuminatio in Tenebris“ (1973/74)
- Symphonie Nr. 3 „Symphony for Strings“/„Symphony Nocturne“ (1974)
- Symphonie Nr. 3 – 2. Fassung (Violinkonzert) (2006)
- Symphonie Nr. 4 „Chiaroscuro“ (1984/89)
- Symphonie Nr. 5 „Drei mystische Gesänge“ (Text: Alexandra Coates) für Chor und Orchester (1985)
- Symphonie Nr. 6 „Music in Microtones“ (1985/86)
- Symphonie Nr. 7 (1989/90)
- Symphonie Nr. 8 „Indian Sounds“ für Stimmen und Orchester (1990/91)
- Symphonie Nr. 9 „Homage to Van Gogh“ (1992–1994)
- Symphonie Nr. 10 „Drones of Druids on Celtic Ruins“ für Blechbläser und Schlagzeuger (1992/93)
- Symphonie Nr. 11 (1997)
- Symphonie Nr. 12 (1998)
- Symphonie Nr. 13 (2000)
- Symphonie Nr. 14 „The Americans“ (2001–02)
- Symphonie Nr. 15 „Homage to Mozart“ (2004/05)
- Symphonie Nr. 16 „Time Frozen“ (1993)
- Vita – Anima della Terra (Text: Leonardo da Vinci) für Soli, gemischten Chor und Orchester (1972/76)
- Planets (1973/74)
- Fonte di Rimini (Text: Leonardo da Vinci) für gemischten Chor und Orchester (1976/84)
- Transitions (1984)

#### Kammerorchester mit Stimme
- Voices of Women in Wartime. Cantata da Requiem für Sopran solo, Viola, Violoncello, Klavier und Schlagzeug (1972)
- The Force for Peace in War. Cantata da Requiem für Sopran, Tape und Orchester (1988)
- Wir tönen allein (Paul Celan) für Sopran, Pauken, Schlagzeug und Streichorchester (1988)
- Rainbow across the Night Sky für Frauenstimmen und Kammerensemble (1990)
- Emily Dickinson Lieder für Solostimme und Kammerorchester (UA 1989)
- Cette Blanche Agonie (Text: Stéphane Mallarmé) für Soprano, Englisch Horn, Oboe, Pauken, Schlagzeug und Streichorchester (1988)

#### Kammermusik

##### Solo-Instrument
- Colony Air für Klavier solo (1982)
- Colony Air No. 2 für Harfe (1982)
- Reaching for the Moon für Flöte (1988)
- To Be Free Of It für ein bis drei Schlagzeuger (1988/89)
- Castles in the Air für Tenorsaxophon solo (1993)
- Märchensuite für Flöte (1996)
- Sonata for Violin Solo (1999)
- Sonata for Piano No. 1 (1972)
- Sonata for Piano No. 2 (2001)
- The Books für Klavier (2003)
- Five Abstractions für Klavier solo (1962)
- Interludium für Orgel solo (1962)
- Star Tracks Through Darkness für Orgel solo (1974/89)
- Prayers without Words für Orgel solo (2002)

##### Zwei Instrumente
- Sylken für Flöte und Klavier (1961)
- Fantasie über „Wie schön leuchtet der Morgenstern“ für Viola und Orgel (1973)
- Overture to Saint Joan für Orgel und Schlagzeug
- Fiori für Flöte und Tonband (1988)
- Fiori and the Princess für Flöte und Tonband
- Blue Monday für Gitarre und Schlagzeug (1988/89)
- Elegy No. 2 für Sopransaxophon und Klavier (2002/2011)
- Nightscape für Kontrabass und Schlagzeug (2008)
- Reaching into Light für zwei Schlagzeuger (2010)

##### Drei und mehr Instrumente
- Trio für Flöte, Oboe und Klavier (1962)
- From a Poetry Album für Harfe, Violoncello und Schlagzeug (1976)
- Night Music für Tenorsaxophon, Klavier und Gongs (1992)
- Klaviertrio Lyric Suite für Violine, Violoncello und Klavier (1993/1996)
- Lyric Suite No. 2 für Flöte (auch Altflöte), Violoncello und Klavier (2002)
- Five Abstractions of Poems by Emily Dickinson für Holzbläserquintett (Flöte, Klarinette, Oboe und Fagott)
- Heinrich von Ofterdingen (Homage an Novalis) für Flöte, zwei Violoncelli und Harfe (1996)
- Glissando Streichquartett (1962)
- Streichquartett Nr. 1 „Protestation Quartet“ (1965/66)
- Streichquartett Nr. 2 „Mobile“ (1971)
- Streichquartett Nr. 3 (1975)
- Streichquartett Nr. 4 (1976)
- Six Movements für Streichquartett (1978)
- Streichquartett Nr. 5 (1988)
- Streichquartett Nr. 6 (1999)
- Streichquartett Nr. 7 „Angels“ mit Orgel (2001)
- Streichquartett Nr. 8 (2001/02)
- Streichquartett Nr. 9 (2007)
- Streichquartett Nr. 10 „Among the Asteroids“ (1971/76)
- Halley’s Comet Nonett für Flöte (Piccolo), Oboe (Englischhorn), Fagott (Kontrafagott), Horn und Streichquintett (1974)

### Vokalwerke

#### Chorwerke
- Dies Sanctificatus aus Saint Joan für Sopran, Alt, Tenor a cappella (1961)
- Missa Brevis (1964)
- Sing onto the Lord a new song für gemischten Chor a cappella (1964)
- Te Deum aus Saint Joan für gemischten Chor a cappella (1964)
- The Beautitudes für Soli und Orgel (1978)
- Der Schwan aus Licht (Text: Alexandra Coates) für gemischten Chor a cappella (1988), unvollendet

#### Werke für Sologesang

##### Sologesang mit Klavier
- The Sighing Wind (Gloria Coates) (1950)
- Twilight (Gloria Coates) (1961)
- Ophelia Lieder aus Hamlet von Shakespeare für mittlere Stimme und Liederharfe (1964/65)
- Komplementär (Friederike Mayröcker) (1999)
- Catch the Wind (Text: Alexandra Coates)
- Sologesang für Mezzosopran oder Sopran und Klavier über Gedichte von Emily Dickinson

##### Sologesang mit Kammerensemble
- Voices of Women in Wartime – Cantata da Requiem für Sopran solo, Viola, Violoncello, Klavier und Schlagzeug (1972)
- The Tune without Words (Emily Dickinson) für Stimme, Glockenspiel, Schlagzeug und Pauken (1975)
- Go the Great Way (Emily Dickinson) für Stimme, Schlagzeug, Pauken und Orgel (1982)

### Elektronische Musik
- Eine Stimme ruft elektronische Klänge auf für Live Elektronik, Modulator, Gesang und Laser (1971)
- Neptune Odyssey für Tonband. Musique concrete (1975)
- Ecology No. 1. Realisiert im Elektroakustischen Studio der Musikakademie Krakau (1978)

### Multimedia
- Zum Hören der Musik in abstrakten Gemälden der Komponistin Presto (1972)
- Cosmos Klang (1973)
- Musik-Kunst (1990) UA von Symphonie Nr. 4, Aufführung Symphonie Nr. 2, Bühnenwerk mit Gemälden von Ursula und Dietmar Thiele-Zoll
- Entering the Unknown für Spinett, Streichquartett und Video (Birgit Ramsauer) (2004)

### Bühnenwerke
- Bühnenmusik zu Jedermann für Flöte, Oboe und Schlagzeug (1961)
- Musik zum Schauspiel Hamlet von Shakespeare für Chor, Orgel und Kammerorchester (1964/65)
- The three Billy Goats Gruff Interaktives Musiktheaterstück für Kinder zwischen 3 und 6 Jahren (1965)
- La Voix Humaine (von Jean Cocteau) für zwei Schlagzeuger und Balletttänzer (2010)
- Stolen Identity. Kammeroper für Sopran, Countertenor, Bassbariton, Streichquartett, Klavier und Schlagzeug (2012)

### Werke in Filmproduktionen
- Politik nach Notenblatt (1981, Klaus Croissant, BR-Fernsehen – Dokumentation) mit Voices of Women in Wartime
- Turin – Die geräderte Stadt (1983, Gabriel Heim, BR-Fernsehen – Fernsehfilm) mit Streichquartett Nr. 4
- Death of Cain (2001, Ido Angel, Ido Angel Films Tel Aviv, Israel – Independent Film) mit Symphonie Nr. 2
- Another Kind (2011, Jonathan Blitstein, Blitstein Films – Independent Film) mit mehreren Orchesterwerken

## Artikel von Gloria Coates (Auswahl)
- Lutoslawski im Seminar. In: Neue Musikzeitung, Oktober/November 1975, Nr. 5, 24. Jg., S. 12
- Desert Plants. A History of American Music. Rundfunkproduktion WDR 1978 (Ms.)
- Zusammen mit Detlef Gojowy: Rezension zu Walter Zimmermanns Dessert Plants. In: Musikforschung, 33, 1980, Heft 2, S. 206–207
- Erstes Internationales Musikfestival in der UdSSR. In: Musica, 25. Jahrgang 1981, Heft 4, S. 365–366
- Russian immigrant composers in the United States. Rundfunkproduktion WDR 1986 (Ms.)
- A Cockatoo Will Do. In: The Twentieth-Century Recorder (USA), XXXI, Dez. 1990, Nr. 4, S. 17–19
- Karl Amadeus Hartmann/Reflektiert und in die Zukunft gedacht. In: Musica Viva: Eine Sprache der Gegenwart 1945–95, hg. von Renate Ulm i. A. des BR 1995, Mainz 1995, S. 277–283, außerdem: S. 7, 236–245
- 15 Sendungen in: Open House, WDR
- Zahlreiche Kritiken in: State Times, Baton Rouge, Louisiana

## Diskographie (Auswahl)

### Sinfonien
- Symphony No. 1 (1973) „Music on Open Strings“ 1980 (live), Musica Viva München, Bavarian Radio Symphony Orchestra, Ltg.: Elgar Howarth, cpo 999 392-2
- Symphony No. 2 (1974) „Illuminatio in Tenebris“ 1990 (live), Stuttgarter Philharmoniker, Ltg.: Wolf-Dieter Hauschild, CPO 999 590-2
- Symphony No. 2 / Homage To Van Gogh / Anima Della Terra (cpo 1998); Stuttgarter Philharmoniker, Ltg.: Wolf-Dieter Hauschild/Musica-viva-ensemble Dresden, Jürgen Wirrmann/Orchester des Internationalen Jugendfestspieltreffens Bayreuth 1984, Matthias Kuntzsch/Solisten: Jirina Markova, Sopran, Gerda Maria Knauer, Alt, Miroslav Kopp, Tenor, Piotre Nowacki, Bass/Ensemble Das Neue Werk, Hamburg, Dieter Cichewiecz
- Symphony No. 3 (1975) „Holographic Universe“ 2007 (live), Cambridge Orchestra, UK, Sheppard-Skaerved, Violine, Ltg.: Neil Thomson, Tzadik TZ 8096
- Symphony No. 4 (1984) „Chiaroscuro“ 1990 (live), Stuttgarter Philharmoniker, Ltg.: Wolf-Dieter Hauschild, CPO 999 392-2
- Symphony No. 7 (1989) SD Radio commission; 1991, Stuttgarter Philharmoniker, Ltg.: Georg Schmöhe, CPO 999 392-2,
- Symphony Nr. 7 (1989) Musica Viva Munich 1997 (live), Bavarian Radio Symphony, Ltg.: Olaf Henzold, Naxos 8.559289
- Symphony No. 8 (1990–91) „Indian Sounds“ 1992 (live), Musica-Viva-Dresden, Ltg.: Jürgen Wirrmann, New World Records 80599-2
- Symphony No. 9 (1992–93) „Homage to Van Gogh“ 1995 (live), Schwinger Dresden, Musica-Viva-Dresden, Ltg.: Jürgen Wirrmann, CPO 999 590-2
- Symphony No. 10 (1989) „Drones of Druids on Celtic Ruins“, CalArts Orchestra, Ltg.: Susan Allen, Naxos 8.559848
- Symphony No. 14 (2001–02) „American Fathers“ 2003 (live), Residence Munich, Munich Chamber Orchestra, Ltg.: Christoph Poppen, Naxos 8.559289
- Symphony No. 15 (2004) „Homage to Mozart“ 2006, Passau Festival, Vienna Radio Symphony Orchestra, Ltg.: Michael Boder, Naxos 8.559371
- Symphony No. 16 (1993) „Time Frozen“ 1995 (live), 25 Years Das Neue Werk Hamburg, Das Neue Werk, Ltg.: Dieter Cichewiecz, CPO 999 590-2

### Kammermusik
- Kreutzer Quartet (2002) – String Quartets Nos. 1, 5, 6 (Naxos 8.559091)
- Kreutzer Quartet (2003) – String Quartets Nos. 2, 3, 4, 7 and 8 (Naxos 8.559152)
- Kreutzer Quartet (2010) – String Quartet No. 9, Solo Violin Sonata, Lyric Suite for Piano Trio (Naxos 8.559666)
- Kreutzer Quartet – Coates, G.: String Quartets Nos. 1–9 (3-CD-Box-Set) (Naxos 8.503240)
- Kreutzer Quartet (2013) – Piano Quintet, mit Roderick Chadwick (Klavier) (Naxos 8.559848)
- Gloria Coates: Symphony No. 15 (2004–2005), Cantata da Requiem (1972), Transitions (1984) (Naxos 8.559371); Vienna Radio Symphony Orchestra/Boder, Teri Dunn (Sopran)/Talisker Players, Ars Nova Ensemble Nürnberg/Heider (2007)
- Gloria Coates: At Midnight (Tzadik New York, 2013)
- Explore America – String Quartet No. 1: Protestation Quartet (Naxos 8.559187)
- Bezaly: Solo Flute From A to Z, Vol. 2 – Gloria Coates: Reaching for the Moon (Naxos BIS-CD-1259)
- Class Of ’38 – Symphony No. 15, „Homage to Mozart“: III. What Are Stars (Naxos 8.557087)
- … für Violine solo (2004) – Sonata for violin solo (2000), Andreas Lucke (Cavalli Records CCD 133)
- Vitality begun (2003) – Komplementär, Verwelkte Bücher, 15 Songs on Poems by Emily Dickinson (Cavalli Records CCD 308)
- Flötenmusik von Komponistinnen (2011) – Phantom für Flöte und Klavier (Thorofon CTH 2577)